# Moussé
Moussé település Franciaországban, Ille-et-Vilaine megyében. Lakosainak száma 310 fő (2022. január 1.). Moussé Arbrissel, Drouges, Rannée és Retiers községekkel határos.

## Népesség
A település népességének változása:
| Lakosok száma | 134  | 111  | 137  | 297  | 321  | 324  | 336  | 343  | 344  | 310  |
|               | 1968 | 1982 | 1990 | 2006 | 2013 | 2015 | 2017 | 2019 | 2020 | 2022 |